# علي بن عودة
الشيخ علي بن عودة الملقب (بالشيخ لاياص) مؤسس النوادي السطايفية، وفاق سطيف، وإتحاد سطيف، والملعب الأفريقي السطايفي، عرف بأب الكرة السطايفية، وذلك لمشاركته في تأسيس أفضل وأعرق نوادي كرة القدم في سطيف، ولد علي بن عودة المدعو «شيخ لاياص» في سنة 1919 بمدينة سطيف. كان من المؤسسين لفريق الاتحاد الرياضي الإسلامي السطايفي (USMFS) في سنة 1933 وكان له دور بارز في اكتشاف المواهب الشابة في سطيف، وأسس فريق الملعب الإفريقي السطايفي، كما ساهم في تأسيس فريق وفاق سطيف، سنة 1958. توفي في 20 ماي 1996 بعد مسيرة طويلة من النشاط والتتويجات.